# Ari Skúlason
Ari Freyr Skúlason (født 14. maj 1987) er en islandsk fodboldspiller, der spiller i belgiske Lokeren efter at have spillet tre sæsoner i den danske Superligaklub Odense Boldklub.
I sommeren 2013 hentede Odense Boldklub Skúlason til klubben på en aftale frem til 31. december 2016. Han blev købt fri af sin kontrakt med den svenske klub GIF Sundsvall. Efter EM-slutrunden i 2016 solgte OB ham videre til Lokeren.
Skúlason spiller desuden på Islands fodboldlandshold og spillede blandt alle holdets kampe under EM 2016 i Frankrig. Han blev også udtaget til VM 2018 i Rusland.